# Pentyn
Pentyn, C5H8 − węglowodór nienasycony, jeden z szeregu homologicznego alkinów.
Właściwości fizyczne:
- ciecz
- bezbarwny

Właściwości chemiczne:
- ulega reakcji addycji z fluorowcami (brom, chlor, jod)
- palny, spalanie całkowite zachodzi zgodnie z zapisem:

C5H8 + 7O2 → 4H2O + 5CO2